# 趙國雄
趙國雄（1950年7月6日—），香港商人，籍貫江蘇常州。他曾在恒隆地產和信和置業工作，由1997年起為長江集團（改組後成為長江實業地產有限公司）工作，於2000年升為執行董事。現為泓富產業信託主席。
趙國雄曾為新加坡上市公司亞洲房地產基金管理公司、置富產業信託管理人及泓富產業信託管理人、泓富資產管理有限公司的主持人，擁有30多年在香港及外國多處理地產樓盤事宜的經驗。

## 學歷
趙國雄早年畢業於天主教新民書院以及曾在香港浸會學院修讀社會學和經濟學。在學期間與已故香港大學學生會會長陳毓祥爭取捉拿前總警司葛柏而上街示威，最終被政府控以「非法遊行」及「非法集會」而留下案底及判守行為兩年。他為了不影響當年的香港浸會學院爭取正名為香港浸會大學，故決定退學並負笈加拿大。後來他在安大略省特倫特大學取得文學士學位。
2021年，趙國雄獲得香港浸會大學工商管理博士(Doctor of Business Administration, DBA)學位。

## 公職
趙國雄曾在1988年至1996年獲委任為旺角區議員。另外，他是中國人民政治協商會議上海市委員，又曾是自由黨成員。

## 軼聞
每當長實集團推出新樓盤時，趙國雄在發佈會上都會以獨特造型示人，因此被傳媒戲謔為「樓神」。

## 家庭
趙國雄已婚，與妻子譚氏（Rita）育有一子一女。
女兒趙宇2002年英國畢業後即加入置富產業信託，2015年2月起出任行政總裁。
兒子趙朗2010年加入里昂證券，2015年28歲時已升至里昂證券旗下房地產基金香港區揸弗人。 2018年轉換跑道全職創業，與好友葉嘉興創辦初創企業Atalon Ventures，研發數碼投球杯系統PONG Connect檯機。

## 外部連結
- 長實趙國雄 （页面存档备份，存于）